# Чон Джэ Иль
Чон Джэ Иль (кор. 정재일, 鄭在日; род. 7 мая 1982, Сеул, Республика Корея) — южнокорейский композитор. Известен, прежде всего, как композитор саундтреков к фильму «Паразиты» (2019) режиссёра Пон Джун Хо и сериалу «Игра в кальмара» (2021—2025) режиссёра Хван Дон Хёка. За музыку к фильму «Паразиты» был удостоен премий Buil Film Awards и «Большой колокол», а за сериал «Игра в кальмара» «Пэксан» и Hollywood Music in Media Awards.

## Биография
Родился 7 мая 1982 года в Сеуле. В три года впервые сел за пианино, в девять лет начал играть на гитаре, а в 13 лет разместил объявление в музыкальном журнале «Hot music» о поиске басиста, барабанщика и вокалиста для исполнения музыки в стиле, похожем на британскую хэви-метал группу Carcass. Окончил Сеульскую джазовую академию. Дебютировал в качестве бас-гитариста группы Gigs (в которую также входили Чон Вон Ён, вокалист Ли Джук и гитарист Хан Сан Вон) в ноябре 1999 года. В 2003 году выпустил свой первый сольный альбом Tear Flower. В 29 лет прошёл службу в армии. В апреле 2018 года играл на фортепиано на Межкорейском саммите.

## Дискография

### Музыка к фильмам
| Год  | Название               | Оригинальное название                                              | Режиссёр          | Дистрибьютор               | Прим.  |
| ---- | ---------------------- | ------------------------------------------------------------------ | ----------------- | -------------------------- | ------ |
| 1997 | Плохое кино            | 나쁜 영화 (англ. B.ad Movie)                                       | Чан Сон У         | Miracin Korea Film Company | [ 8 ]  |
| 2001 | Цветочный остров       | 꽃섬 (англ. Flower Island)                                         | Сон Иль Гон       | C&Film Production          | [ 9 ]  |
| 2002 | Воскрешение Дюймовочки | 성냥팔이 소녀의 재림 (англ. Resurrection of the Little Match Girl) | Чан Сон У         | Kihwik Cine                | [ 10 ] |
| 2003 | Фантастические дни     | 원더풀 데이즈 (англ. Wonderful Days)                               | Ким Мун Сэн       | Palisades Tartan           | [ 11 ] |
| 2004 | Искушение волков       | 늑대의 유혹 (англ. Temptation of Wolves)                           | Ким Тхэ Гюн       | Showbox                    | [ 12 ] |
| 2007 | Венера и Марс          | 싸움 (англ. Venus and Mars)                                        | Хан Джи Сын       | Cinema Service             | [ 13 ] |
| 2009 | Marine Boy             | 마린 보이                                                          | Юн Джон Сок       | CJ Entertainment           | [ 14 ] |
| 2009 | Ветер                  | 바람 (англ. Wish)                                                  | Ли Сон Хан        | Sidus F&H                  | [ 15 ] |
| 2014 | Морской туман          | 해무 (англ. Sea Fog)                                               | Сим Сон Бо        | Next Entertainment World   | [ 16 ] |
| 2017 | Окча                   | 옥자 (англ. Okja)                                                  | Пон Джун Хо       | Netflix                    | [ 17 ] |
| 2019 | Паразиты               | 기생충 (англ. Parasite)                                            | Пон Джун Хо       | Barunson E&A               | [ 17 ] |
| 2022 | Посредники             | 브로커 (англ. Broker)                                              | Хирокадзу Корээда | CJ Entertainment           | [ 18 ] |

### Музыка к сериалам
| Год       | Название        | Оригинальное название         | Режиссёр     | Трансляция | Прим.  |
| --------- | --------------- | ----------------------------- | ------------ | ---------- | ------ |
| 2021—2025 | Игра в кальмара | 오징어게임 (англ. Squid Game) | Хван Дон Хёк | Netflix    | [ 19 ] |

## Награды и номинации
| Награда                         | Год  | Категория                                                                             | Номинант                                     | Результат | Прим.  |
| ------------------------------- | ---- | ------------------------------------------------------------------------------------- | -------------------------------------------- | --------- | ------ |
| Премия «Пэксан»                 | 2022 | Техническая премия (музыка)                                                           | Игра в кальмара                              | Победа    | [ 20 ] |
| Buil Film Awards                | 2019 | Лучший саундтрек                                                                      | Паразиты                                     | Победа    | [ 21 ] |
| Премия «Большой колокол»        | 2020 | Лучший оригинальный саундтрек                                                         | Паразиты                                     | Победа    | [ 22 ] |
| Hollywood Music in Media Awards | 2021 | Оригинальная музыка — телепередача/мини-сериал                                        | Игра в кальмара                              | Победа    | [ 23 ] |
| Hollywood Music in Media Awards | 2021 | Лучшая главная вступительная музыкальная тема для телепередачи (на иностранном языке) | Игра в кальмара                              | Номинация | [ 24 ] |
| Korean Music Awards             | 2004 | Новичок года                                                                          | Чон Джэ Иль                                  | Победа    | [ 25 ] |
| Korean Music Awards             | 2004 | Песня года                                                                            | «Tear Flower»                                | Номинация | [ 26 ] |
| Korean Music Awards             | 2010 | Лучшее джаз и кроссовер исполнение                                                    | The Methodologies (с Ким Чхэком)             | Победа    | [ 27 ] |
| Korean Music Awards             | 2010 | Лучший джаз и кроссовер альбом                                                        | The Methodologies (с Ким Чхэком)             | Номинация | [ 28 ] |
| Korean Music Awards             | 2015 | Лучший джаз и кроссовер альбом                                                        | Bari abandoned (с Хан Сын Соком)             | Победа    | [ 29 ] |
| Korean Music Awards             | 2018 | Лучший джаз и кроссовер альбом                                                        | And There, The Sea at Last (с Хан Сын Соком) | Победа    | [ 29 ] |
| Премия «Сатурн»                 | 2021 | Лучшая музыка                                                                         | Паразиты                                     | Номинация | [ 30 ] |
| Прайм-таймовая премия «Эмми»    | 2022 | Лучшая оригинальная главная вступительная музыкальная тема                            | Игра в кальмара                              | Номинация | [ 31 ] |